# Rio Soyang
O rio Soyang (hangul: 소양강; hanja: 昭陽江; rr: Soyang-gang) é um dos rios pertencentes ao sistema do rio Han, localizado na província de Gangwon, na Coreia do Sul. Origina-se no monte Odaesan, nas montanhas do norte da Coreia do Sul. O rio possui um comprimento total de 166,2 km.